# TSV Schwaben Augsburg
El TSV Schwaben Augsburg es un equipo de fútbol de Alemania que juega en la Bayernliga, quinta división nacional.

## Historia
Fue fundado en el año 1907 en la ciudad de Augsburg como la sección de fútbol del Turnverein Augsburg (fundado en 1846) junto a una sección de categoría femenil y participaban usualmente en la Bezirksliga Bayern pero sin buenos resultados.
Tras la reorganización del fútbol alemán a causa del Tercer Reich en 1933 dividiendo el país en 16 ligas de primera división, el Schwaben Augsburg se unió a la Gauliga Bayern, pero descendió tras dos temporadas. El club retorna a la primera división en 1937, pero vuelve a descender tras dos temporadas. El Schwaben logra el ascenso una vez más en 1940, cuando el TV Augsburg fue forzado por el gobierno Nazi a fusionarse con el SSV Schwaben Augsburg para formar al TSV Schwaben Augsburg en 1941. El equipo se mantuvo en la Gauliga hasta el final de la Segunda Guerra Mundial entre los equipos de mitad de tabla hacia abajo.
Tras la ocupación de la fuerzasa aliadas de Alemania, se ordenó la desaparición de todas la organizaciones locales, incluyendo equipos deportivos. Los exjugadores del TSV crearon al FC Viktoria Augsburg (más tarde llamado 1948 TG Viktoria) a finales de 1945. El TSV fue reconstruido en 1946 y su departamento de fútbol continuó participando en la Oberliga Süd en 15 de los siguientes 20 años, teniendo como mejor resultado un quinto lugar en 1946. En ese periodo el club pasó de la Oberliga a descender a la Amateurliga Bayern (III), y regresar en temporadas consecutivas, un logro inusual. Tras la creación de la Bundesliga – la primera liga de fútbol profesional de Alemania Federal – en 1963, el club jugó en la segunda categoría, la Regionalliga Süd hasta que desciende en 1969. En ese año los futbolistas profesionales del Schwaben se van para unir fuerzas con el BC Augsburg para formar al FC Augsburg, cuando el TSV se excluyó de participar en el fútbol profesional en el futuro cercano. Nadie del Schwaben continuó en la sección de fútbol, en la que el resto de sus futbolistas pasaron a jugar en el Eintracht Augsburg en 1970. El equipo pasó a jugar en la primera división aficionada, la Bayernliga (IV), en 1981.
Por varios años el club fue un yo-yo rondando entre la Oberliga y la quinta división Landesliga Bayern-Süd. Tras un nuevo descenso de la Oberliga en 2002, el club se mantuvo en la Landesliga. En 2007 desciende a la Bezirksoberliga Schwaben por primera vez desde 1975. El club después desciende a la Bezirksliga Schwaben-Süd en 2008.
En la Bezirksliga el club se encuentra con el BC Augsburg-Oberhausen, un equipo inspirado en el desaparecido BC Augsburg. En 2008–09 termina en segundo lugar detrás del BCA-O y logra el ascenso a la Bezirksoberliga, en la que juega las siguientes tres temporadas.
Al finalizar la temporada 2011–12 el club desciende a la Bezirksliga luego de terminar en 15.º lugar en la Bezirksoberliga pero mantuvo la misma categoría luego de qua la Bezirksoberliga desapareciera. El Schwaben logra el ascenso directo a la Landesliga en 2012–13. Dos campeoantos de liga consecutivos entre 2015–16 y 2016–17 hicieron que el Schwaben pasara de la Bezirksliga a la Bayernliga Süd.

## Palmarés
- 2nd Oberliga Süd: 1 (II)

1954
- Bayernliga-Süd: 2 (III)

1959, 1960
- Landesliga Bayern-Süd: 2 (IV-V)

1991, 1998
- Bezirksliga Schwaben-Süd: 1 (VII)

2016
- Copa del Sur de Alemania: 1

1922
- Schwaben Cup: 1

1959

## Jugadores

### Jugadores destacados
- Jānis Bebris
- Ernst Lehner
- Ulrich Biesinger
- Karl Burger
- Oskar Rohr